# Asfalto
L'asfalto è una miscela naturale di idrocarburi solidi e semifluidi, per lo più costituiti da bitume; solido e di colore scuro si rinviene come impregnante delle rocce calcaree, l'insieme si chiama "roccia asfaltica"; da esso si estrae il bitume.
Ha vari impieghi, quello più comune è la realizzazione degli strati superficiali della pavimentazione stradale, in tal senso viene impropriamente indicato con il termine "asfalto" il conglomerato bituminoso artificiale.

## Storia
Fin dall'età antica se ne estraeva per distillazione un olio utilizzato principalmente per impermeabilizzare e proteggere da parassiti il legno, come lubrificante e perfino come medicamento umano e animale. Solo dal XVIII secolo si cominciò a impiegare l'asfalto come materiale da costruzione. La roccia veniva frantumata e macinata per ricavarne un mastice che, eventualmente addizionato con materiale inerte fino, veniva colato a caldo per pavimentare marciapiedi e strade.
Data la scarsa presenza del materiale e gli alti costi di estrazione, nel tempo è stato sostituito con il conglomerato bituminoso artificiale ottenuto miscelando opportune quantità di inerti grossi (ghiaia), fini (sabbia e filler) e bitume.

## Descrizione e composizione

Impianto per l'estrazione di asfalto a Ragusa.

In un asfalto il contenuto di carbonato di calcio in genere varia tra il 50% e il 90%, mentre quello di bitume naturale si attesta tra il 7% e il 15%; la restante parte è costituita da altri materiali minerali e sostanze volatili.
Il bitume è il residuo lasciato dall'evaporazione del petrolio che, risalendo dal giacimento sotterraneo in cui si era accumulato, in superficie si trova soggetto a degradazione chimica e batteriologica. Assieme al catrame, il bitume e la pece di catrame, fa parte della categoria dei materiali bituminosi.

## Utilizzi

### Pavimentazione stradale

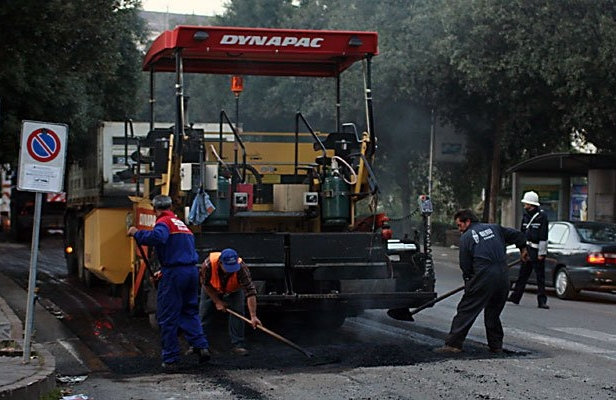
Asfaltatura di una strada

Per poter utilizzare l'asfalto per la pavimentazione stradale, i pani d'asfalto (insieme di bitume purificato e farina d'asfalto) dovevano essere fusi in caldaie con l'aggiunta di altro bitume; poi si aggiungevano sabbia e ghiaia di grossezza e quantità variabili secondo i lavori che si dovevano svolgere. Quando la massa era bollente e semifluida, veniva versata sulla zona da coprire, distesa e poi compressa. Talvolta si dice che il marciapiede o la strada vengono incatramati ma ciò non è esatto: il catrame è un liquido denso che si ottiene dalla distillazione del legno, lignite, ossa, carbon fossile, ecc., ed è usato a volte in sostituzione dell'asfalto ma non ne ha i requisiti.

### Pittura artistica
L'asfalto viene usato anche in pittura, alla stregua di un pigmento; di colore bruno scuro, mescolato spesso con olio di lino, è stato impiegato da vari artisti; avendo la caratteristica di non seccare completamente crea craquelures negli strati pittorici.

## Impatto ambientale
A causa delle preoccupazioni per il picco del petrolio, dell'inquinamento e del cambiamento climatico, nonché dell'aumento del prezzo del petrolio dal 2003, le alternative non petrolifere sono diventate più popolari. Ciò ha portato all'introduzione di alternative al bitume più rispettose dell'ambiente e non tossiche.
Per milioni di persone che vivono dentro e intorno alle città, le isole di calore sono fonte di crescente preoccupazione. Questo fenomeno descrive temperature urbane e suburbane che sono da 1 a 6 °C (da 2 a 10 °F) più calde rispetto alle vicine aree rurali. Le temperature elevate possono avere un impatto sulle comunità aumentando il picco della domanda di energia, i costi dell'aria condizionata, i livelli di inquinamento atmosferico e le malattie e la mortalità legate al calore. Esistono misure di buon senso che le comunità possono adottare per ridurre gli effetti negativi delle isole di calore, come la sostituzione delle tradizionali superfici stradali in asfalto nero con il nuovo bitume pigmentabile che ha colori più chiari.

## Alternative ecologiche

### Bioasfalto

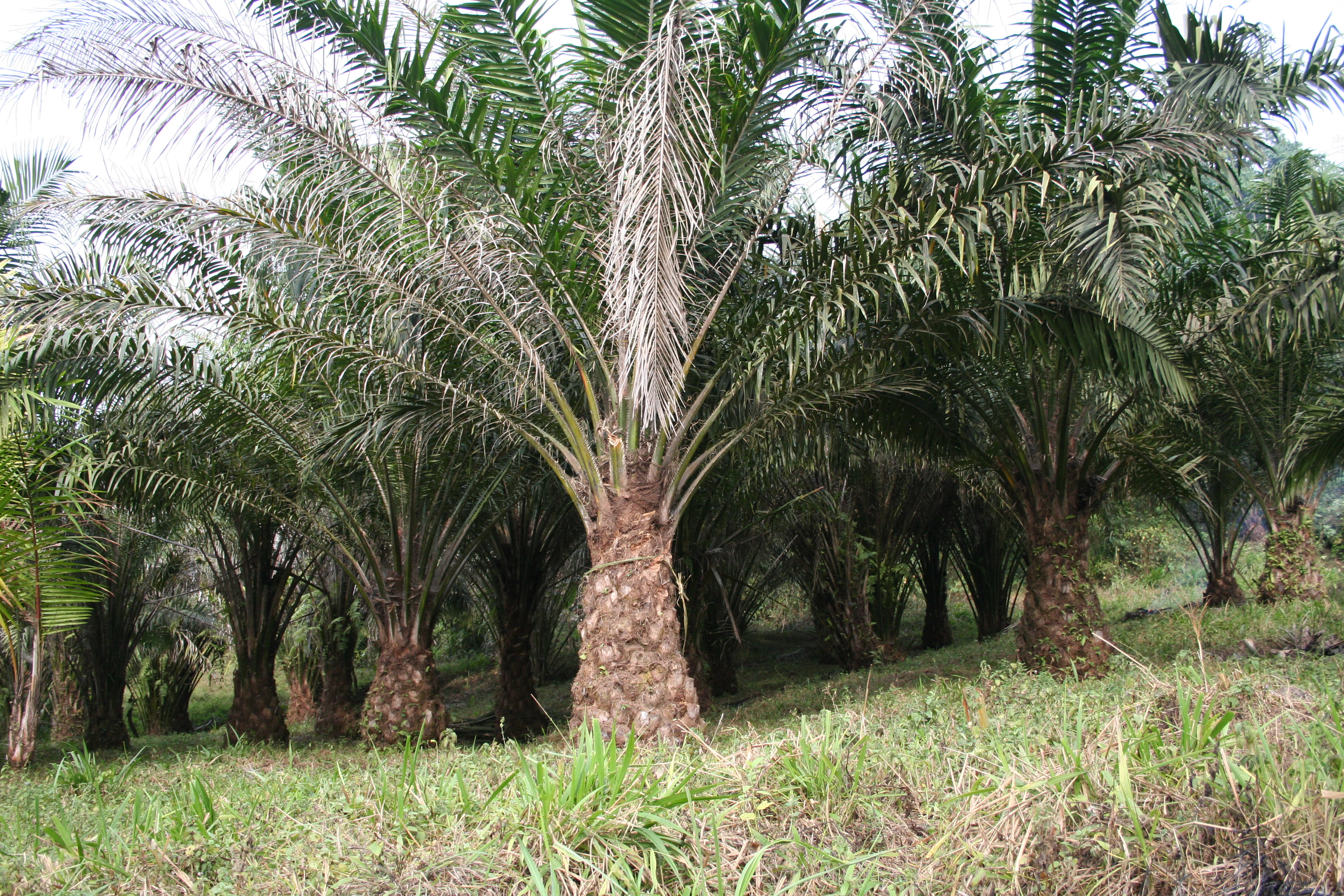
Palma da olio (Elaeis guineensis) da cui si ricava l'olio di palma, utilizzato per creare il bioasfalto.

Il bioasfalto è un'alternativa all'asfalto, ottenuto da risorse rinnovabili non petrolifere. Tale materiale ha cominciato a diffondersi a partire dagli anni 2000; HALIK Asphalts LTD da Israele ha sperimentato la costruzione di strade riciclate e secondarie dal 2003. L'azienda utilizza vari rifiuti come grassi e oli vegetali, cera ed elastomeri termoplastici per costruire e riparare strade. I risultati riportati sono finora soddisfacenti.L'asfalto prodotto con leganti a base di olio vegetale è stato brevettato da Colas SA in Francia nel 2004. Nel 2007 la Shell Oil Company ha pavimentato due strade pubbliche in Norvegia con asfalto a base di olio vegetale.
Il 6 ottobre 2010, una pista ciclabile a Des Moines, Iowa, è stata pavimentata con asfalto a base di olio biologico grazie a una partnership tra la Iowa State University, il comune di Des Moines e Avello Bioenergy Inc. Sono in corso ricerche sulla miscela di asfalto, derivato da piante e alberi in sostituzione delle miscele a base di petrolio. Bioasphalt è un marchio registrato di Avello Bioenergy Inc.
Nel 2011 la Dr. ssa Elham H. Fini, della North Carolina A&T University, ha guidato la ricerca che ha prodotto con successo il bioasfalto dal letame dei suini.
Da novembre 2014 il centro di ricerca e università olandese di Wageningen sta conducendo un progetto pilota nella provincia olandese della Zelanda con bioasfalto in cui il legante del bitume è stato sostituito dalla lignina. 
Nel 2015 i ricercatori francesi hanno pubblicato i loro risultati sull'utilizzo delle microalghe come fonte di materiale legante dell'asfalto.
Dal 2019 sono in corso studi che mirano a determinare il potenziale del bioasfalto come ingrediente ringiovanente sull'asfalto invecchiato.
Tra le sostanze utilizzate per la sua produzione vi sono zucchero, melassa e riso, amidi di mais e patate, alberi e resine gommose, gomma di lattice naturale e oli vegetali, lignina, cellulosa, rifiuti di olio di palma, rifiuti di cocco, rifiuti di olio di arachidi, rifiuti di olio di canola, scarichi fognari essiccati. Il bitume può anche essere prodotto dai fondi delle torri di aspirazione dei rifiuti prodotti durante il processo di pulizia degli oli motore usati, che normalmente vengono bruciati o scaricati nelle discariche.
I leganti bituminosi non a base di petrolio possono essere colorati, che possono ridurre le temperature delle superfici stradali e ridurre le isole di calore urbane.

### Asfalto autorigenerante
L'asfalto rigenerante è un tipo di asfalto arricchito da spore naturali riempite con olio riciclato, quali ad esempio Lycopodium clavatum riempite di olio di girasole. Le spore sono più piccole di un capello e porose, trattate chimicamente per resistere alle alte temperature, all'ossidazione chimica e alle sollecitazioni meccaniche del manto stradale.
Quando l'ossidazione rende l'asfalto fragile e incline alle crepe, le spore rilasciano l'olio in esso contenuto che in qualche misura ripara e rigenera l'asfalto circostante. Al 2024, la tecnologia è ancora in fase di sviluppo. 

## Giacimenti nel mondo

### Italia
I maggiori giacimenti di asfalto in Italia si trovano in Abruzzo e in Sicilia. Dai primi si ricava un asfalto costituito da rocce dolomitiche impregnate da alte percentuali di un bitume molto duro; gli asfalti siciliani hanno, invece, un supporto roccioso molto più tenero impregnato da un bitume molle. Dal 1920 al 1943 una società mineraria italiana valorizzò i giacimenti di asfalto di Selenizza in Albania.